# روبرت فان كيركهوفن
روبرت فان كيركهوفن مواليد 1 أكتوبر 1924 في بلجيكا - الوفاة 18 يونيو 2017، كان لاعب كرة قدم بلجيكي كان يلعب في مركز الوسط. سبق له أن لعب في كأس العالم لكرة القدم مع منتخب بلاده وذلك في مونديال عام 1954.

## المسيرة الاحترافية

### أندية لعب لها
- دارينغ مولينبيك

## روابط خارجية
- روبرت فان كيركهوفن على موقع الاتحاد الدولي (مؤرشف)  (الإنجليزية)
- روبرت فان كيركهوفن على موقع الاتحاد البلجيكي (الإنجليزية)
- روبرت فان كيركهوفن على موقع قاعدة بيانات كرة القدم.إي يو (الإنجليزية)
- روبرت فان كيركهوفن على موقع ناشيونال فوتبول تيمز (الإنجليزية)
- روبرت فان كيركهوفن على موقع Soccerway.com (الإنجليزية)
- روبرت فان كيركهوفن على موقع عالم كرة القدم.نت (الإنجليزية)